# The Night the Sun Came Up
The Night the Sun Came Up – debiutancki album studyjny amerykańskiej piosenkarki Dev. Utrzymany w electropopowym stylu album powstał przy współpracy z amerykańską grupą The Cataracs.
Płyta została wydana 31 sierpnia 2011 roku w formie downloadu na iTunes, nakładem wytwórni Universal Republic. 5 września 2011 ukazała się na rynku brytyjskim w formie CD. Amerykańska premiera zaplanowana jest na 27 marca 2012 roku.

## Lista utworów
| 1 .  | "Getaway"           | 2:21  |
|      |                     |       |
| 2 .  | "In My Trunk"       | 3:18  |
|      |                     |       |
| 3 .  | "Me"                | 3:37  |
|      |                     |       |
| 4 .  | "Breathe"           | 3:40  |
|      |                     |       |
| 5 .  | "Take Her from You" | 3:26  |
|      |                     |       |
| 6 .  | "Lightspeed"        | 4:00  |
|      |                     |       |
| 7 .  | "Dancing Shoes"     | 5:03  |
|      |                     |       |
| 8 .  | "Perfect Match"     | 3:19  |
|      |                     |       |
| 9 .  | "Bass Down Low"     | 3:30  |
|      |                     |       |
| 10 . | "Kiss My Lips"      | 3:27  |
|      |                     |       |
| 11 . | "In the Dark"       | 3:48  |
|      |                     |       |
| 12 . | "Shadows"           | 4:23  |
|      |                     |       |
|      |                     | 43:52 |
|      |                     |       |